# Stereoderma
Stereoderma is een geslacht van zeekomkommers uit de familie Cucumariidae.

## Soorten
- Stereoderma colochiriformis (Ludwig & Heding, 1935)
- Stereoderma congoana (Heding, 1935)
- Stereoderma imbricata (Ohshima, 1915)
- Stereoderma incerta Cherbonnier, 1970
- Stereoderma kirchsbergii (Heller, 1868) Panning, 1949
- Stereoderma perexigua Cherbonnier, 1979
- Stereoderma unisemita (Stimpson, 1851)